# Galium jansenii
Galium jansenii là một loài thực vật có hoa trong họ Thiến thảo. Loài này được Kloos mô tả khoa học đầu tiên năm 1930.